# Catogenus lebasii
Catogenus lebasii is een keversoort uit de familie Passandridae. De wetenschappelijke naam van de soort is voor het eerst geldig gepubliceerd in 1844 door Guérin-Méneville.